# Javorníky
Gli Javorníky sono una catena montuosa dei Carpazi Occidentali, che forma parte del confine tra la Repubblica Ceca e la Slovacchia. La cima più alta è Veľký Javorník, che si trova a 1.071 metri di altezza. La catena divide le valli dei fiumi Bečva e Oder da quelli del fiume Turiec.